# 영어 철자 개혁

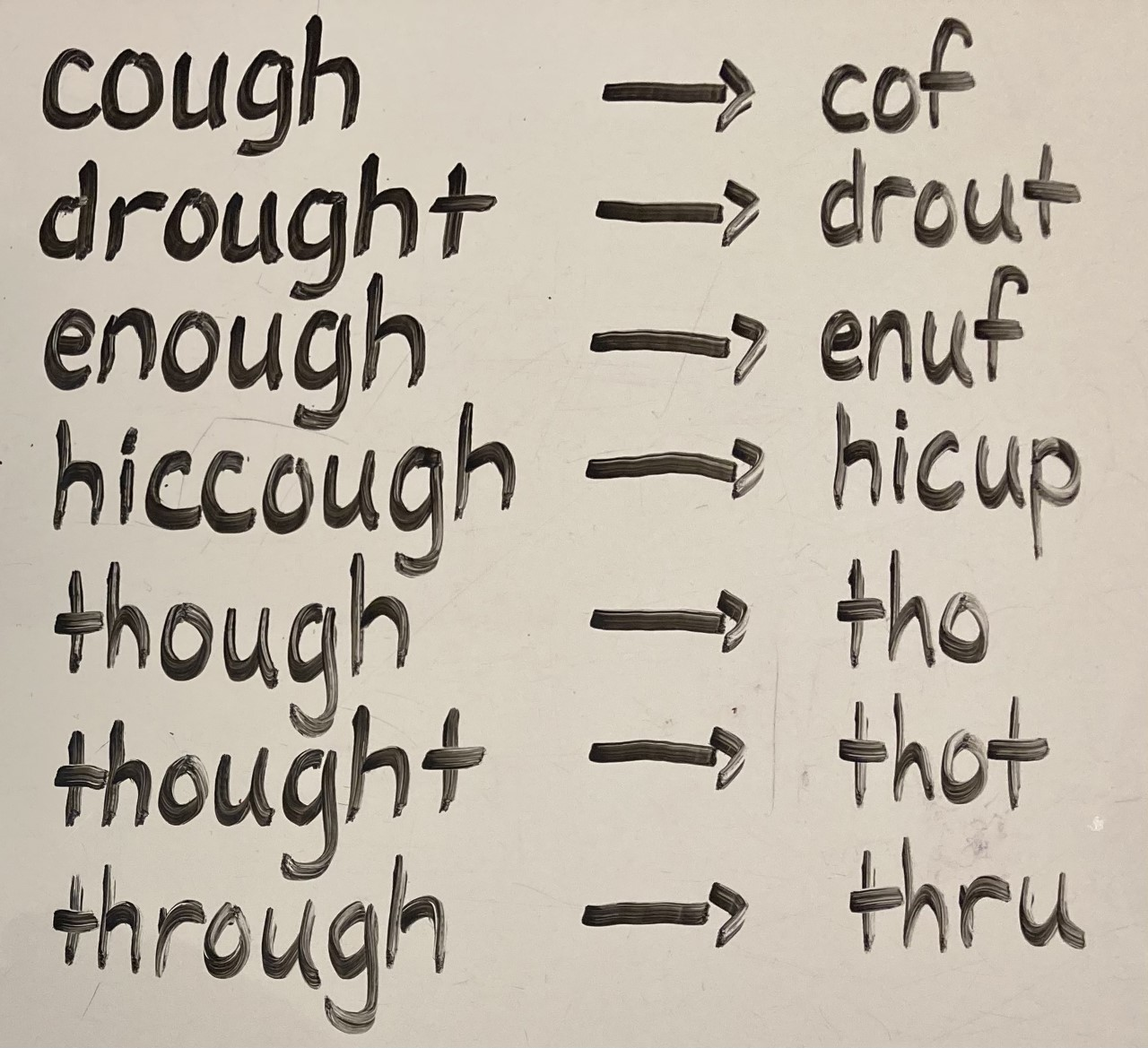

영어 철자 개혁(English spelling reform)은 영어 철자를 더욱 간단하고 합리적으로 구성하고자 개혁을 꾀하고 운동을 벌이는 여러 행동을 통칭하는 말이다. 아마추어나 전문 언어학자 사이에 소규모 철자 개혁 운동이 벌어지고 있는데,
철자 개혁을 지지하는 측에서는 영어 철자가 불규칙적이고 정합적이지 못한 점이 많아서 학습자가 심각한 어려움을 겪는다고 주장한다. 그리하여 철자법이 말소리에 더욱 충실한 언어에 비하여 영어의 문자해득률이 낮다는 것이다. 최소 조지 버나드 쇼 시대 이래부터 전통적인 철자법 때문에 사업이나 다른 사용자들의 비용에 대해 지적된 바 있다.
영어는 사실 음소 철자법, 즉 쓰이는 글자와 그 말소리의 대응성이 매우 부족한 언어이다. 이는 일반적으로 널리 인정된 영어 방언이 옛 발음에서 변화한 탓이기도 하다.

## 같이 보기
- 민간어원